# Nicole Courcel
Nicole Courcel (* 21. Oktober 1931 als Nicole Marie-Anne Andrieux in Saint-Cloud, Île-de-France; † 26. Juni 2016) war eine französische Schauspielerin.

## Leben
Nicole Andrieux besuchte die Schauspielschule Cours Simon und erhielt im Alter von 16 Jahren ihre erste kleine Filmrolle. 1949 gab ihr Jacques Becker die weibliche Hauptrolle in dem Zeitporträt Jugend von heute. Danach verkörperte sie als Nicole Courcel in zahlreichen Filmen der 1950er Jahre nette, reizende Mädchen in französischen Familienkomödien. So war sie in Jean-Paul Le Chanois' Komödien Papa, Mama, Katrin und ich und Papa, Mama, meine Frau und ich das Dienstmädchen und spätere Eheweib von Robert Lamoureux. Eine reifere Figur war ihre junge Witwe Kristina, dich sich in Die blonde Hexe in Laurent (gespielt von Maurice Ronet) verliebt und am Ende ihrer Nebenbuhlerin Ina (Marina Vlady) beisteht.
1959 wirkte sie unsynchronisiert als Klavier spielende französische Nachbarin an der Seite von Heinz Rühmann in der Filmkomödie Ein Mann geht durch die Wand mit. Danach wurde sie überwiegend als liebevolle Ehefrau und Mutter besetzt.
Nicole Courcel verlagerte den Schwerpunkt ihrer Tätigkeit auf das Theater. Besonders erfolgreich war sie in Arthur Millers Hexenjagd; sie spielte die Abigail in der französischen Erstaufführung des Stückes 1954. Sie trat auch in zahlreichen Fernsehfilmen, denen sie den Vorrang vor dem Kino gab, und in Fernsehserien auf.
Im Jahr 1980 veröffentlichte sie ihr Buch Julie tempête.
Nicole Courcel starb am 26. Juni 2016 im Alter von 84 Jahren.

## Filmografie (Auswahl)
- 1950: Die Marie vom Hafen (La Marie du port)
- 1951: Die Hexe von Montmartre (Gibier de potence)
- 1953: Die Liebe endet im Morgengrauen (Les amours finissent à l’aube)
- 1954: Papa, Mama, Katrin und ich (Papa, maman, la bonne et moi…)
- 1954: Verfemte Frauen (Marchandes d’illusions)
- 1954: Versailles – Könige und Frauen (Si Versailles m’était conté)
- 1955: Die sich verkaufen (Les clandestines)
- 1955: Papa, Mama, meine Frau und ich (Papa, maman, ma femme et moi…)
- 1956: Für Männer verboten (Club de femmes)
- 1956: Die blonde Hexe (La sorcière)
- 1957: Der Fall des Dr. Laurent (Le Cas du docteur Laurent)
- 1959: Ein Mann geht durch die Wand
- 1960: Jenseits des Rheins (Le Passage du Rhin)
- 1961: Das Bett des Königs (Vive Henri IV... vive l’amour!)
- 1962: Sonntage mit Sybill (Les dimanches de Ville d’Avray)
- 1963: Verspätung in Marienborn
- 1965: Nick Carter – Zum Frühstück Blondinen (Nick Carter et le trèfle rouge)
- 1966: Die Geschöpfe (Les créatures)
- 1967: Die Nacht der Generale (The Night of the Generals)
- 1972: Der Würger mit dem weißen Schal (L’étrangleur)
- 1972: Die Entführer lassen grüßen (L’aventure, c’est l’aventure)
- 1972: Die Geliebte meines Vaters (Le rempart des béguines)
- 1974: Die Ohrfeige (La gifle)
- 1983: Ich glaube … (Credo)
- 1991: Das Millionenspiel (La milliardaire)